# Vopiscus Iulius Iullus
Pour les articles homonymes, voir Iulius Iullus.
Vopiscus Iulius Iullus est un homme politique romain du Ve siècle av. J.-C., consul en 473 av. J.-C.

## Famille
Il est le fils d'un Caius et le petit-fils d'un Lucius Iulius. Son nom complet est Vopiscus Iulius C.f. L.n. Iullus. Il est le frère de Caius Iulius Iullus, consul en 489 av. J.-C. et de Caius Iulius Iullus, consul en 482 av. J.-C. Il est le père de Lucius Iulius Iullus, tribun militaire à pouvoir consulaire en 438 av. J.-C., maître de cavalerie en 431 av. J.-C., consul en 430 av. J.-C. et censeur en 424 av. J.-C.

## Biographie
En 473 av. J.-C., il est élu consul avec Lucius Aemilius Mamercinus pour collègue,. Tite-Live donne Opiter Verginius Esquilinus comme deuxième consul à la place d'Iullus mais signale qu'une partie de ses sources donne Vopiscus Iulius Iullus. Il y a probablement de la part de Tite-Live une confusion avec l'année 478 av. J.-C. où Esquilinus est consul suffect avec Mamercinus. Denys d'Halicarnasse ne suit pas la même tradition que Tite-Live et donne Mamercinus et Iullus comme consul, sans mentionner Esquilinus,.
S’il n’y a pas d’action militaire à mener sous leur mandat, ils doivent faire face aux revendications sociales et à la demande d’attribution des terres publiques en faveur des citoyens les plus pauvres. Le tribun de la plèbe Cnaeus Genucius accuse les consuls de l'année précédente d'avoir ignoré la loi agraire de Spurius Cassius Vecellinus mais il meurt avant le procès et les poursuites sont abandonnées. Comme leurs prédécesseurs, Iullus et Mamercinus refusent d'accéder aux demandes des plébéiens. La levée de soldats qu'ils tentent de réaliser manque de tourner à l'émeute quand Volero Publilius, ancien centurion, refuse énergiquement d'être pris comme simple soldat. Les licteurs qui l'appréhendent sont malmenés et les consuls doivent se réfugier dans la Curie. Le projet de levée est abandonné, ainsi que toute idée de répression,.

### Auteurs antiques
- Tite-Live, Histoire romaine, Livre II, 54 sur le site de l'Université de Louvain
- Diodore de Sicile, Histoire universelle, Livre XI, 22 sur le site de Philippe Remacle
- (en) Denys d'Halicarnasse, Antiquités romaines, Livre IX, 25-49 sur le site LacusCurtius

### Ouvrages modernes
- (en) T. Robert S. Broughton, The Magistrates of the Roman Republic : Volume I, 509 B.C. - 100 B.C., New York, The American Philological Association, coll. « Philological Monographs, number XV, volume I », 1951, 578 p.